# 榊原ゆい
榊原 ゆい（さかきばら ゆい、1978年10月13日 - ）は、日本の女性声優、ナレーター、シンガーソングライター、振付師。ラブトラックス所属。旧芸名は雛野 まよ（雛野 真代） / Hinano、別名義は津田沼 真利 / MARINE、まりあ。
兵庫県出身。血液型はO型。愛称は「ゆいにゃん」で、自称「永遠のナインティーン」。
ゆずソフトでの活動拠点を得て後に活動拠点をフロントウイングに移し主に声優業を中心に活動している

## 略歴
声優に憧れて上京し、まだきちんとしたレッスンを受けていない状態だったが、ゲームメーカー主催のオーディションに合格した（応募総数約3,600人中、合格者は8人だったという）。
CMナレーションなど声優としての活動は1996年からだが、美少女ゲームでのデビュー作は1999年発売の『アルバムの中の微笑み』（ヒロインの一人・菅平柚子、当時はMARINE名義出演）。
1998年にエニックス アニメ企画大賞声優部門オーディションで大賞を受賞、その同期として、野川さくら、今井麻美、早水リサらがいる。
声優活動をしながら、NHK紅白歌合戦（1999年・2000年と2年連続）で鈴木亜美のバックダンサーとしての活動をしていた経歴を持つ。多くの仕事をこなしているが、ダンス・歌・声優共に専門の学校へ通った経験は無く、全て独学で現在に至っている。
2008年12月7日、茅原実里と共に台北の台湾大学総合体育館にて「台湾 “Dream Stage -Yui & Minori-”」開催。

### 芸名歴
1999年から2001年に雛野まよ（雛野真代）名義でアイドル声優ユニットKiraKira☆メロディ学園のメンバーとして活動、2001年から2003年にはLaLa♪LuでリーダーとしてHinano名義、1999年から2002年にかけては18禁PCゲーム『はぁとでネットワーク』のヒロインの一人であるアイドル役の津田沼真利（MARINE）名義で活動したが、その間は芸名不詳。2002年から18禁作品に出演し榊原ゆい名義を使用、全年齢作品は雛野まよ名義で2004年まで、2005年から榊原ゆい名義での活動に統一されている。ただし、2002年9月27日に発売された18禁PCゲーム『"Hello, world."』ではまりあ名義が使用されている。これに関しては「大人の事情」と説明されている。
中国語圏においては「榊原由依」と表記される。

## 人物
主に声優と歌手の活動を行なっている。声優業においてはアダルトゲームへの声あてが多いが、全年齢作品のアニメ・ゲームにも声あてをしている。歌手としては同じくアダルトゲームを中心に数多くのゲーム・アニメ主題歌を歌っており、自身で作詞、作曲を手掛けることも多い。その他、振付師としても活躍し、ライブやPVではバックダンサー並みの激しいダンスを披露しており、「視覚でも楽しんでほしい」と話している。
数々のムービーやゲームのキャラクターモーションキャプチャーの振付、キャラクターモーションアクターとしてもキャラの“体の中の人”としてモーションを担当している。
趣味・特技は、イラストを描くこと。猫アレルギーである。
オタ芸に対して、「周囲の迷惑になる」「ステージを見てくれていない」との理由で、以前から自身のライブでは自粛を呼びかけていたが、2008年5月18日のDreamParty2008春大阪のフィナーレでのライブでトラブルにまで発展しかけたため、ブログにてオタ芸の禁止を宣言した。

## 出演
太字はメインキャラクター。

### テレビアニメ
1999年
- トラブルチョコレート（女生徒）

2006年
- 乙女はお姉さまに恋してる（梶浦緋紗子）
- スーパーロボット大戦OG -ディバイン・ウォーズ-（レオナ・ガーシュタイン）
- はぴねす!（神坂春姫）

2007年
- PRISM ARK（プリーシア）※第11話のアイキャッチイラストも担当。

2008年
- H2O -FOOTPRINTS IN THE SAND-（八雲はまじ）
- カオス;ヘッド -CHAOS;HEAD-（岸本あやせ）

2009年
- にゃんこい!（くまねこ）

2010年
- スーパーロボット大戦OG -ジ・インスペクター-（レオナ・ガーシュタイン）

2012年
- 恋と選挙とチョコレート（有明美絵瑠）

2014年
- 星刻の竜騎士（ナヴィー）
- そにアニ -SUPER SONICO THE ANIMATION-（富士見恵那）

2017年
- Dies irae（2017年 - 2018年、マリィ） - 2シリーズ

2023年
- 犬になったら好きな人に拾われた。（学級委員長）

### OVA（全年齢）
- ランジェリー戦士パピヨンローゼ（2003年、プチラー）
- はぴねす! アニメ特別編「渡良瀬準の華麗なる一日」（2007年、神坂春姫）※PS2ゲーム『はぴねす! でらっくす』初回限定版同梱特典
- よつのは（2008年、猫宮のの）
- 迷elleオトコノ娘（2010年、松風梅左ェ門）
- まじかる☆ハイクオリティアニメ（2010年、御巫伊吹）
- 乙女はお姉さまに恋してる 2人のエルダー THE ANIMATION（2012年、梶浦緋紗子）

### アダルトアニメ
- 春恋*乙女 〜乙女の園で逢いましょう。〜（2008年、早坂羽未）
- らぶコロン（2014年、ゆい）
- LOVELY×CATION THE ANIMATION「もうずっと初恋の日々」（2015年、七沢由仁[15]）
- 武想少女隊ぶれいど☆ブライダーズ THE ANIMATION（2015年、星井なつみ）

### 同人アニメ
- 星の記憶（2007年、蓬莱山輝夜）

### Webアニメ
- 最終試験くじら（2007年、御影仁菜）

### 一般向ゲーム
2000年
- 聖ルミナス女学院（田嶋悠香）
- スーパーロボット大戦α / for Dreamcast（2000年 - 2001年、レオナ・ガーシュタイン） - 2作品

2001年
- ぬくもりの中で（新橋梨奈、大崎和葉、神社の巫女）

2002年
- 此花2 〜届かないレクイエム〜（椎名真由美、大見優子、北山雅美）
- JOCKEY'S ROAD（神谷ひかる）
- チョコレート♪キッス（橘夏樹）

2003年
- 此花3 〜偽りの影の向こうに〜（椎名真由美、大見優子、ヤマト）

2004年
- 此花4 〜闇を祓う祈り〜（椎名真由美、大見優子）
- 九龍妖魔學園紀（2004年 - 2020年、響五葉、真夕子） - 3作品
- 東京魔人學園外法帖血風録（フレイア）
- 免許の達人（女教官）
- 風雲 新撰組（明里）

2005年
- 風雲 幕末伝（幾松、千葉佐那子）
- SIMPLE2000シリーズVol.78 THE 宇宙大戦争（オペレーター / フライトコンピューター、ナレーション）

2006年
- 六ツ星きらり 〜ほしふるみやこ〜（ほくと、荒木都子）

2007年
- お嬢様組曲 -Sweet Concert-（岩本奈々瀬）
- eXceed3rd-JADE PENETRATE-（2007年 - 2009年、サリアベル・オルファンナイツ） - 2作品
- ソルフェージュ シリーズ（2007年 - 2009年、宮藤かぐら） - 3作品
- 最終試験くじら -Alive-（御影仁菜）
- ニトロ+ロワイヤル -ヒロインズデュエル-（愛原奈都美）
- ののと暮らそ!（猫宮のの）
- スーパーロボット大戦OG ORIGINAL GENERATIONS（レオナ・ガーシュタイン）
  - スーパーロボット大戦OG外伝（レオナ・ガーシュタイン）

- はぴねす! でらっくす（神坂春姫）

2008年
- ユグドラ・ユニオン（キリエ）- PSP版
- H2O+（八雲はまじ）
  - はまじストア繁盛記（八雲はまじ） - TVアニメDVD第5巻限定版特典ミニゲーム

- CHAOS;HEAD シリーズ（2008年 - 2010年、岸本あやせ）- 3作品
- かのこん えすいー（神邨白音）
- PRISM ARK -AWAKE-（プリーシア）
- よつのは〜A Journey Of Sincerity〜（猫宮のの）

2009年
- Pia♥キャロットへようこそ!!G.P.〜学園プリンセス〜（紗東陽菜）
- 桃色大戦ぱいろん（佐竹夏弥、紗東陽菜）
- タイムリープ（2009年 - 2012年、あゆむ） - 2作品

2010年
- はなひらっ!（結城あまね）
- アガレスト戦記2（フィリーネ）
- ゲームブックDS アクエリアンエイジ Perpetual Period（天音アィ）
- さくらさくら シリーズ（2010年 - 2018年、立花くるみ、高田さん）- 2作品
- 77 〜beyond the Milky Way〜（くぅ）
- 天神乱漫 Happy Go Lucky!!（浅葱虎太郎）
- もっと!?不思議の幻想郷（八雲紫）

2011年
- 乙女はお姉さまに恋してるPortable 2人のエルダー（哘雅楽乃）
- 世界でいちばんNGな恋 ふるはうす（澤嶋姫緒）
- みらくる☆パーティー -不思議の幻想郷2-（八雲紫、比那名居天子）

2012年
- Dies irae 〜Amantes amentes〜（マリィ）
- 暁の護衛 トリニティ（二階堂彩）
- 第2次スーパーロボット大戦OG（レオナ・ガーシュタイン）
- ラブ☆トレ〜Sweet〜（伊波茉莉花）
- みらくる超パーティー -早苗と天子の幻想迷宮-（比那名居天子、八雲紫、小野塚小町）

2013年
- 恋愛0キロメートル Portable（2013年 - 2014年、矢崎本田）- 2作品
- アンジュ・ヴィエルジュ（《這い寄る死人喚》サーシャ）
- スーパーロボット大戦OG INFINITE BATTLE（レオナ・ガーシュタイン）
- 空を仰ぎて雲たかく Portable（ミント、エリス）

2015年
- STELLA GLOW（サクヤ）
- ニトロプラス ブラスターズ -ヒロインズ インフィニット デュエル-（愛原奈都美）
- LOVELY×CATION 1&2（七沢由仁）
- 竜翼のメロディア -Diva with the blessed dragonol-（メル＝カーライル）- PS Vita版
- かんぱに☆ガールズ（リュリュ・スロイ、ロッティ・ロイル、アクア・オケアノス、イーヴァ・スレイド、ダリナ・フェダーク、イレーネ・ウィスラー、イオリ・カイ）
- デモンズ★キッチン（フレーズ・ジェノワ）

2016年
- スーパーロボット大戦OG ムーン・デュエラーズ（レオナ・ガーシュタイン）
- 不思議の幻想郷 TOD -RELOADED-（比那名居天子）

2017年
- メギド72（2017年 - 2023年、オセ、ウヴァル）
- Song of Memories（天竺桂暁）
- 全軍突撃ガールズ（ピオーラ24世）

2018年
- アズールレーン（オーロラ）
- 療成敗！ジェットナース（藤堂忍、加美野愛希、逢谷紫）
- 宝石姫 JEWEL PRINCESS（ダイヤモンド）
- 戦乱プリンセス（ダイヤモンド）
- Dies irae PANTHEON（マリィ）
- ソウル戦記S（武田芽衣）

2019年
- 不思議の幻想郷 -ロータスラビリンス-（比那名居天子、八雲紫）
- MURASAKI7（エリー・レインズ）
- ふるーつふるきゅーと！〜創世の大樹と果実の乙女〜（キンカン）※18禁版あり

2020年
- ガールズ・ブック・メイカー 〜君が描く物語〜（ドロシー、ドラキュラ）

2021年
- あやかしランブル!（アンナ）※18禁版あり

2022年
- はぴねす! SakuraCelebration（姫川花恋）

2024年
- 戦国†恋姫EX ~COLLECTION~（伊達龍巳政宗）

### アダルトゲーム
1999年
- アルバムの中の微笑み（菅平柚子）- 出演名義不明

2000年
- 好きだよっ!（新橋梨奈）- 「津田沼真利」名義
- はぁとでネットワーク（津田沼真利（MARINE）、むーちゃん）- 出演名義不明

2001年
- Memories zero -蒼い光の約束-（双葉由宇美）- 出演名義不明

2002年
- 学園カウンセラー（大館暁子）- 出演名義不明
- しーしーしんどろーむ（バドリナード・シルバ）- 出演名義不明
- 魔世中ハ我ノ物（メイ）- 出演名義不明
- "Hello, world."（愛原奈都美）- 「まりあ」名義
- もっとムリヤリ!（浅葱もえみ）- 「榊原ゆい」名義

2003年
- アネもネ（神宮寺双葉）
- おしかけ★はーれむ（2003年 - 2004年、エクセル・ブーケ） - 2作品
- かこい 絶望の処女監獄島（倉田楓、麗華）
- せふれ★しんどろーむ（バドリナード・シルバ）
- to…（小笠原美帆）
- Blaze of Destiny（レナ・ラプトホーン）
- 贄狩ノ痕（森山亜子）

2004年
- 最終試験くじら（御影仁菜）
- 六ツ星きらり（ほくと、荒木都子）
- 鈴菜日記（倉木鈴菜）
- ぷにぷに☆はんどメイド（ぽち子、ぼち子）

2005年
- 最終試験くじら〜Departures〜（御影仁菜）
- あえかなる世界の終わりに（近江千冬）
- Gift 〜ギフト〜（2005年 - 2006年、木之坂霧乃） - 2作品
- 群青の空を越えて（水木若菜、紗那）
- はじめてのおてつだい（桃野ゆうき）
- はぴねす!（2005年 - 2006年、神坂春姫） - 2作品

2006年
- H2O シリーズ（2006年 - 2009年、八雲はまじ） - 3作品
- よつのは（猫宮のの）
  - 幼なじみとの暮らし方（猫宮のの）

- おたく☆まっしぐら（福山美月）
- 初恋撫子（倭真空）
- スピたん Spirits Expedition -in the Phantasmagoria-（ツェナ・クラウスィ）
- 春恋*乙女 〜乙女の園でごきげんよう。〜（早坂羽未）
- 姫さま凛々しく!（アティリーン）
- ぶらばん! -The bonds of melody-（中ノ島妙）
- プリズム・アーク シリーズ（2006年 - 2008年、プリーシア） - 3作品
- ぽっと -Rondo for Dears-（緒方希美果）

2007年
- ああっお嬢様っ（紫鳳香織）
- あるぺじお 〜きみいろのメロディ〜（北見ちさと）
- E×E（上御霊円）
- かんなび -神奈備-（メイ）
- すうぃと!（巳堂羽織）
- タイムリープ（2007年 - 2009年、あゆむ） - 2作品
- Chu×Chuアイドる シリーズ（2007年 - 2011年、チューア・チュラム / チュチュ・アストラム / 仲内知由 / チューノ・チュラム、高町雪乃） - 4作品
- Dies irae -Also sprach Zarathustra-（マリィ）
- 長靴をはいたデコ（逢振加愛、多岐川基茜）
- ぱすてる（桃瀬美緒）
- はっぴぃ☆マーガレット!（南初瀬花梨オルタンシア）
- FairChild（羽住恋鳥）
- Figurehead（エオリア）
- ぴあ雀（木ノ下れおな）
- ピアノの森の満開の下（神森櫻乃、木花）
- メイドと魔術師（鶯姫・本堂＝クリミア）

2008年
- 暁の護衛 シリーズ（2008年 - 2010年、二階堂彩） - 3作品
- 朝凪のアクアノーツ（朝凪深緒）
- コンチェルトノート（名凪星華）
- こんぼく麻雀 〜こんな麻雀があったら僕はロン!〜（アユム〈エリシア・カンテーヌ・ド・ユグドラシル〉）
- スマガ（2008年 - 2009年、日下部雨火） - 2作品
- D.C.P.K. 〜ダ・カーポーカー〜（椎恋）
- ちぇいすと☆ちぇいす!（桐にしき）
- Pia♥キャロットへようこそ!!G.P.（2008年 - 2016年、紗東陽菜） - 3作品
- ふるふる★フルムーン（姫名森乃亜）
- 闘神都市III（十六夜桃花）

2009年
- ここより、はるか -Surrounded sea in the world-（星野杏奈）
- さくらさくら（2009年 - 2013年、立花くるみ、高田さん） - 2作品
- Signal Heart（天海ここね）
- Skyprythem（鈴白菜々美）
- 絶対可憐!お嬢様っ（城之崎七星）
- 77 〜And, two stars meet again〜（くぅ）
- Tiara（クレア・ドルナー）
- 天神乱漫 -LUCKY or UNLUCKY!?-（浅葱虎太郎）
- メモリア（ユウキ＝ハンクス）
- りんかねーしょん☆新撰組っ!（近藤弓枝）
- 乱れて交わる俺と姫〜姫と執事と歌姫とその他大勢と〜（鶯姫・本堂＝クリミア）
- 蠅声の王 シナリオII（アイン、イミルキ）
- DAISOUNAN（夏目ミコト）
- PYGMALION（リオ・バローネ）
- Dies irae Also sprach Zarathustra -die Wiederkunft-（マリィ）
- Dies irae 〜Acta est Fabula〜（マリィ、幽霊、子供）

2010年
- メルクリア 〜水の都に恋の花束を〜（鷹森日未子）
- 処女はお姉さまに恋してる 2人のエルダー（哘雅楽乃）
- 空を仰ぎて雲たかく（2010年 - 2013年、ミント、エリス） - 2作品
- Happy Wardrobe（雨々谷爽乃）
- プリズム☆ま〜じカル PRISM Generations!（御巫伊吹） - 2作品
- 恋と選挙とチョコレート（有明美絵瑠）
- chill out（茉莉香）
- Orange Memories（明石心）
- アザナエル（富士見恵那）
- うたてめぐり（日野原焔）

2011年
- あっぱれ!天下御免（2011年 - 2012年、徳河吉音） - 2作品
- キミとボクとエデンの林檎（麻倉かれん）
- 恋するコトと見つけたり!（風織雪菜）
- 時を奏でる円舞曲（ミント）
- 初恋タイムカプセル〜幼馴染とキャッキャうふふ〜（黄檗美桜）
- 花咲く乙女と恋の魔導書 / 花散る都と竜の巫女（2011年 - 2012年、ライム） - 2作品
- ひよこストライク!（鏡ウタカタ）
- よめはぴ〜You make happy!〜（千々輪ありす）
- ラブライド・イヴ（柿崎静琉）
- LOVELY×CATION（七沢由仁）
- 恋愛0キロメートル（矢崎本田）

2012年
- しあわせ家族部（結城優希）
- プリズマティックプリンセス☆ユニゾンスターズ（チュチュ・アストラム、仲内知由、高町雪乃）
- 竜翼のメロディア -Diva with the blessed dragonol-（メル＝カーライル）
- Zero Infinity -Devil of Maxwell-（エリザベータ・イシュトヴァーン）
- Chaos Labyrinth -ケイオスラビリンス-（ミリア、シャルロッテ、エレナ）
- 黄昏の先にのぽる明日 -あっぷりけFanDisc-（名凪星華）

2013年
- BRAVA!!（雪乃しずく）
- 逃避行GAME（珠那覇恋奈）
- 戦刃乙女-マキナに宿りし心が願うは…-（ミヤビ、エリザベス）
- あまたらすリドルスター（愛）

2014年
- 夏恋ハイプレッシャー（七瀬月）
- ひとなつの（桃谷千春）
- 偽骸のアルルーナ（ミシェル、こすず）
- 武想少女隊ぶれいど☆ブライダーズ（星井なつみ）
- 春風センセーション!（宮月ハルカ）
- プリズム・プリンセス〜ふたりの姫騎士と股間の紋章〜（プリム＝プリーシス）

2015年
- ガールズ&プレジデンツ!（星見祭）
- 妄想コンプリート!（神撫みあ）
- ハルウソ -Passing Memories-（帝堂雪華）
- PENDULUM（村雨真琴）
- IZUMO4（高遠穂波、こすず）
  - IZUMO4 -異世界の彼方より-（高遠穂波）

- 真・恋姫†英雄譚3 〜乙女艶乱☆三国志演義［呉］〜（太史慈）
- ランス03 リーザス陥落（スー）
- もののふ〜白百合戦舞姫〜（第六天魔王、織田信長、雑賀孫一）
- 戦国の神刃姫（上杉謙信、島津義弘）

2016年
- アイドルスクール! -ULTRA ORANGE-（結月未来、香織先生）
- ナツウソ -Ahead of the reminiscence-（帝堂雪華）
- 真・恋姫†夢想〜天下統一伝〜（太史慈）
- 恋姫†夢想〜英雄烈伝〜（太史慈）
- そして初恋が妹になる（多々良真奈美）
- 廻るセカイで永遠なるチカイを!（こすず）
- LAMUNATION!（レイラ"MC"）
- しぐなリストスタ〜ズ!!（瑞枝紅葉）

2017年
- 働くオタクの恋愛事情（美川亜麻音）
- 茜色の境界線（巴）
- 弓張月の導き雲はるか（フレイア、ミント、アリス）
- フユウソ -Snow World End-（帝堂雪華）
- 恋愛教室（麻雛ステラ）
- 真・恋姫†夢想-革命- 蒼天の覇王（太史慈）
- ファントムグリード（甘塚恵実）

2018年
- コイカツ!（姫川舞）
- 真・恋姫†夢想-革命- 孫呉の血脈（太史慈）
- リラクゼーション優美 〜貴方だけの秘密の癒し〜（ミホ）

2019年
- はぴねす!2 Sakura Celebration（2019年 - 2020年、姫川花恋） - 2作品
- 青い空のカミュ（込谷燐）
- 真・恋姫†夢想-革命- 劉旗の大望（太史慈）
- ガールズ・ブック・メイカー -幸せのリブレット-（ルパン）
- PrisonQueendom 〜強制M男化調教〜（ユキ）
- オーブジェネレーション（サビーネ）

2020年
- アナザーヒロイン〜ヒロインデイズ〜（天使ちゃま / アナエル）
- 幽世ノ災厄ト現世ノ戦姫〜さやか篇〜（三室さやか）

2021年
- ミストトレインガールズ〜霧の世界の車窓から〜（レンヌ）
- プラスリンクス〜キミと繋がる想い〜（真咲百合愛）
- コイカツ！サンシャイン（ミーハー）
- 要塞少女（キャプテン・ネモ、ドラキュラ、ヨウラン）

2022年
- 戦国†恋姫EX壱〜奥州の独眼竜編〜（伊達龍巳政宗）
- エデンズリッターグレンツェ（ネルグレイド）
- 真・恋姫†英雄譚4 〜乙女耀乱☆三国志演義［呉］〜（太史慈）

2024年
- 夜が来る! -Square of the MOON- Remastered（七荻 鏡花）

2025年
- 神楽凌艶譚～沙月の章～（東雲沙月）

### パチンコ・パチスロ
- KING GOD（時期不明）
- THE AMAZON ROAD（2008年、ジャニー、その他多数音声）
- 風来のシレン（2013年、お竜）

### ドラマCD
時期不明
- 「恋のハイビスカス」ハイクオソフト夏コミ新作グッズコラボドラマCD（猫宮のの、高田さん）

2000年
- KiraKira☆メロディ学園 ドラマCD 1（春山もも）- 「雛野まよ」名義
- KiraKira☆メロディ学園 ドラマCD第一部完結編（発売年月日不明、春山もも）- 「雛野まよ」名義

2002年
- 好きだよっ!（新橋梨奈） - 全2巻、「津田沼真利」名義

2003年
- 「ブッチャケ! ハローワールド」ドラマティックCD（愛原奈都美）- 「まりあ」名義

2005年
- 「Gift 〜ギフト〜」ドラマCD Vol.1 - 5（2005年 - 2006年、木之坂霧乃）
- PRISM ARK スペシャルサウンドパッケージ・RED、ORANGE、YELLOW、GREEN、BLUE（2005年 - 2006年、プリーシア）
- 処女はお姉さまに恋してる〜晩夏の秋桜 初秋の茉莉花〜（桜井夏央）

2006年
- ドラマCD あえかなる世界の終わりに Vol.1、2（近江千冬）
- 乙女はお姉さまに恋してる シーズン03、04（2006年 - 2007年、梶浦緋紗子）

2007年
- ぷれい★ステーショナリー（はるみ）
  - ぷれい☆ステーショナリー2 ドラマCD Vol.2（はるみ）

- ドラマCD 姫さま凛々しく!（アティリーン）
- よつのは（2007年 - 2008年、猫宮のの）
  - 140センチの雪だるま（2007年）
  - 〜雪が溶けきる、その前に〜（2008年）

- PRISM ARK れいんぼ〜☆ドラマCD全3枚（2007年 - 2008年、プリーシア）
- はぴねす! オリジナルドラマCD「雪のバレンタインデー」（神坂春姫）
- ドラマCD『Dies irae Wehrwolf』（マリィ）

2008年
- PRISM ARK ドラマCD シスター・ヘル プリズム変化（プリーシア）
- さくらさくら 桜菜々子・桐島さくらキャラクターディスク（高田さん）
- ソルフェージュ シリーズ（2008年 - 2009年、宮藤かぐら）
  - ドラマCD「桜の苑へようこそ！」（2008年）
  - ドラマCD Season2「なつのおもいで」（2008年）
  - 『ソルフェージュ〜Sweet harmony〜』限定版付属ドラマCD（2008年）
  - ドラマCD Season3「ふゆのひとこま」（2009年）
  - 『ソルフェージュ〜La finale〜』特典ドラマCD（2009年）

- ドラマCD『Dies irae Die Morgendammerung』（マリィ）
- ドラマCD「EXTRA-DRAMA pre Prologue〜朝凪深緒〜」（朝凪深緒）
- 朝凪のアクアノーツ オリジナルドラマCD（朝凪深緒）
- 毘-vi- 一.天と地と（真田幸村）
- CHAOS;HEAD ドラマCD -The parallel bootleg-（岸本あやせ）

2009年
- 77 ドラマCD 天稜国際学園最後の日?（くぅ）
- PYGMALION オリジナルボイスドラマCD（リオ・バローネ）
- カオスヘッド オーディオシリーズ・コンプリートボックス（岸本あやせ）
- さくらさくら ドラマCD「相思相愛」（立花くるみ）

2010年
- プリズム☆ま〜じカル まじかる☆ドラマCD（イブキ / 御巫伊吹）
- Berry's ドラマCD Vol.4 伊豆野踊子（麻生三月）
- Drama CD ユグドラ・ユニゾン〜聖剣武勇伝〜（キリエ）

2011年
- TVアニメ『スーパーロボット大戦OG ジ・インスペクター』ドラマCD VOL.1（レオナ・ガーシュタイン）
- あっぱれ!天下御免（徳河吉音）

2012年
- 星刻の竜騎士（ナヴィー）

2015年
- はぴねす!ヒロインズ バイノーラルでイチャラブドラマCD（神坂春姫）

2016年
- そして初恋が妹になる ドラマCD 〜せーしゅんライフ in 美柿野寮〜（多々良真奈美）

### 音声ドラマ
- はなひらにめっ!（2011年、結城あまね[34]）

### ボイスCD
- お・や・す・み♥ LOVELY×CATION（2012年、七沢由仁[35]）

### 音声作品
- 陰陽彼女さやか～一緒に過ごす甘々な夜～（2020年、三室さやか[36]）
- 女神×サキュバス めがばす！〜姉妹で取り合う！あまあまエッチ〜（2022年、芹亜[37]）

### ラジオ
※はインターネット配信。
2000年代
- 港の丘ラヂオ（時期不明、港の丘.net※）
- LOVE×れでぃお→LOVE×Radio（2004年 - 、「LOVE×TRAX」公式サイト※→榊原公式YouTubeチャンネル「榊原ゆいチャンネル［LOVE TRAX］」※）
- ホビらじ→裏ホビらじ（2005年 - 2006年→2006年、HOBiRECORDS※）
- プリズム・ナイト→プリズムナイトII→プリズムナイト・プリンセス→プリズムナイトIII（2005年 - 2006年→2006年 - 2007年→2007年 - 2008年→2008年、プリズム・アーク公式サイト※）
- はぴねす!瑞穂坂学園校内放送（2006年 - 2007年、音泉※）
- 裏VE×れでぃお→NEW 裏VE×れでぃお（2006年 - 2011年、「LOVE×TRAX」公式サイト※）
- ういんどみるPresents はぴねす!情報局（2007年、音泉※）
- 乙女ユニオン結成!麻衣とゆいのユグドラジオ（2007年 - 2008年、音泉※）
- らてらじ（2007年 - 2010年、ラテール公式サイト※）
- のののらぢお（2007年 - 2008年、アニメイトTV※）
- 天神乱漫! オーラの滝! 〜まいなすイオンがでてますよ〜（2009年、音泉※）

2010年代
- 榊原ゆいのBLOODY TUNE RADIO!（2010年、ファミ通.com※）
- LOVE×Station（2011年 - 2014年、「LOVE×TRAX」公式サイト※）
- らてらじ2（2011年 - 2012年、ラテール公式サイト※）
- ゆい×ゆえ×さやかのもふらじ（2015年、HOBiRECORDS※）
- IZUMO情報局！（2015年 - 2016年、IZUMO4公式サイト※）
- こすずの小部屋♪（2016年 - 、Debonosu Works※）
- Dies irae ラジオ（2017年 - 2018年、ディエスイレチャンネル※・HiBiKi Radio Station※）

2020年代
- LOVETRADIO（2020年 - 、マリンFM）

#### ラジオCD
2000年代
- PRISM ARK スペシャルサウンドパッケージ・RED、ORANGE、YELLOW、GREEN、BLUE（2005年 - 2006年）
- ラジオCD ぱじゃまラジオ プリズムナイトII（全3枚、2006年 - 2007年）
  - 第1夜〜第4夜
  - 第5夜〜第8夜
  - 第9夜〜第11夜

- Lump of Sugar放送部 ラジオCD VOL.1（第3回ゲスト。2007年12月28日先行発売、一般発売は2008年2月8日）
- PRISM ARK SoundTracks With PRISMNIGHT PRINCESS（2008年2月27日）
- ぱじゃまラジオ プリズムナイトIII（2008年9月26日）
- ラジオCD「天神乱漫！オーラの滝！〜まいなすイオンがでてますよ〜」（2009年8月14日先行発売）
- ラジオCD「ほめられてのびるらじおPP メモリア特別編」（2009年8月28日）

2010年代
- BLOODY TUNE RADIO SPECIALIST COLLECTION（2011年2月25日）
- ラジオCD「Whirlpool & HOOKSOFT Presents うみおかける！大航海ラジオ」Vol.5（2012年12月）
- ラジオCD「星刻の竜騎士RADIO〜アッシュとエーコ ドキドキ♡育成講座〜」（2014年8月18日）
- ラジオCD『ほめられてのびるらじおZ』Vol.23、31（2016年 - 2018年）

### ナレーション
- エニックス『少年ガンガン』
- TBS番宣『丸山茂樹ゴルフの旋風』
- PS2『学校をつくろう!! Happy Days』
- PS2『兎』
- あにてれPresents アニソンぷらす+（2009年6月度）

### PCソフト
- VOICEROID+ 琴葉茜・葵（2014年4月25日）
- VOICEROID2 琴葉茜・葵（2017年6月9日）
- Synthesizer V 琴葉茜・葵（2020年7月30日）[38]
- A.I.VOICE 琴葉茜・葵（2021年2月22日）
- Voidol 琴葉茜・葵（2021年10月12日）
- NEUTRINO 琴葉茜・葵（2022年4月25日）
- Seiren Voice 琴葉茜・葵（2022年5月17日）

### その他
- Zeeny™ Lights HD × 琴葉茜・葵（2021年7月）[39]

### 舞台・ミュージカル
- 「桜姫と魔法の本」〜ミュージカルで綴る〜 Hiroko Tokumine Grand Collection Show 2018（2018年8月11日） - 精霊の長 役[40]
- 魔界 シリーズ（2018年 -  ） - 高山ジュスタ 役
  - 魔界（2018年11月22日）
  - 第五十六回 魔界 十勇士伝説 免罪 Pardon（2019年2月15日、新木場 1stRING）
  - 魔界 真田疾風録〜秋の陣（2019年11月25日、浅草花劇場）
  - MAKAI Presents GENESIS ReBOOT（2022年2月4日、かめありリリオホール）
- アニカラ朗読歌劇 イヒの憂鬱（2019年11月8日）
  - アニカラ朗読歌劇 vol.2『イヒの憂鬱』（2020年9月25日、SHIBUYA PLEASURE PLEASURE）
- 劇団ノエル朗読劇『夏夢』（2021年1月9日 - 10日[注 6]） - 羽藤小鳥 役[41]

### テレビ番組
1999年
- NHK紅白歌合戦（第50回、鈴木あみのバックダンサーとして）

2000年
- NHK紅白歌合戦（第51回、鈴木あみのバックダンサーとして）

2009年
- あにてれPresents アニソンぷらす+（6月8日）

2012年
- Anime-TV（TOKYO MX：10月15日、エンタメ〜テレ：10月21日）

2014年
- GirlsNews〜声優（#73）

2015年
- アニメ＆特撮大好き！O・BA・MA（1月4日）

### Web番組
2012年
- 電波研究社〜アニメ・ゲーム・アニソン〜（9月6日）

2014年
- 頑宣ch（7月3日）

2015年
- セガなま〜セガゲームクリエイター名越稔洋の生でカンパイ〜（4月27日）

2016年
- アニメぴあちゃんねる（8月25日）

### 映像商品
- はぴねす! HAPPY DVD（2005年）

## ディスコグラフィ

### シングル
| 枚   | 発売日                             | タイトル                                           | 規格品番      | 規格品番   | オリコン 最高位 |
| 枚   | 発売日                             | タイトル                                           | 初回 限定盤   | 通常盤     | オリコン 最高位 |
| ---- | ---------------------------------- | -------------------------------------------------- | ------------- | ---------- | --------------- |
| 1st  | 2004年8月27日                      | jewelry days                                       |               | HBMS-011   | 圈外            |
| 2nd  | 2005年8月29日                      | 此の花咲ク頃                                       | HBMS-028      |            | 圈外            |
| 3rd  | 2005年9月30日                      | Eternal Destiny                                    | HBMS-030      |            | 圈外            |
| 4th  | 2006年4月14日                      | Imitation                                          | HBMS-035      |            | 圈外            |
| ※    | 2006年8月11日                      | MUSIC in my heart                                  | SRCD-0002     |            | 圈外            |
| ※    | 2006年10月?日                      | Dream a go!go!                                     | DP0006        |            | 圈外            |
| 5th  | 2006年10月25日                     | マジカル★ジェネレーション                          | ZMCZ-3041     | 36位       |                 |
| 6th  | 2006年10月25日                     | Again                                              | KICM-3134     | 29位       |                 |
| 7th  | 2007年4月6日                       | Far Away                                           | LTXS-005      | 121位      |                 |
| ※    | 2007年4月29日                      | Premonition Dream/Shiny Road                       | DP0007        | 圈外       |                 |
| ※    | 2007年10月14日                     | Rose quartz/Summer Angel☆                          | DP0008        | 圈外       |                 |
| ※    | 2007年10月14日                     | FairChild Original MAXI Single                     |               |            |                 |
| 8th  | 2007年10月24日                     | そして僕は…/RISE                                   | ZMCZ-3681     | ZMCZ-3682  | 23位            |
| 9th  | 2007年10月25日                     | SHINING STAR                                       |               | LTXS-006   | 104位           |
| ※    | 2007年10月26日                     | Aqua Voice                                         | SKM-001       | 圈外       |                 |
| ※    | 2007年12月28日                     | Einsatz                                            | HBMS-048      | 176位      |                 |
| 10th | 2008年1月25日                      | 片翼のイカロス                                     | BRDF-3100     | 29位       |                 |
| 11th | 2008年2月29日                      | 恋する記憶/ねがい                                  | GNCA-0089     | 81位       |                 |
| 12th | 2008年4月23日                      | 恋の炎                                             | FVCG-1027     | FVCG-1028  | 39位            |
| ※    | 2008年5月3日                       | Happy Day☆/To be continued…                        |               | DP0009     | 圈外            |
| ※    | 2008年5月30日                      | Blue eyes                                          | SKM-002       |            | 圈外            |
| 13th | 2008年7月23日                      | Soon/ラブ♡ライス                                   | KDSD-00226    | 123位      |                 |
| 14th | 2008年9月24日                      | 永遠の恋                                           | FVCG-1039     | FVCG-1050  | 64位            |
| ※    | 2008年10月12日                     | DreamPartyメモリアルCD Vol.4                       |               |            |                 |
| 15th | 2008年10月29日                     | Try Real!                                          | GNCA-0128     | 80位       |                 |
| 16th | 2008年11月26日                     | 月聖ノ蒼炎曲                                       | QECB-90001    | QECB-1     | 47位            |
| 17th | 2008年12月24日                     | Love Island                                        |               | LTXS-007   | 195位           |
| 18th | 2009年2月4日                       | 剣の舞                                             | QECB-14       | 89位       |                 |
| ※    | 2009年2月14日                      | I'll be there                                      | MBCD-00300    | 圈外       |                 |
| 19th | 2009年3月25日                      | KoIGoRoMo/Eternal Snow                             | VGCD-1036     | 96位       |                 |
| ※    | 2009年3月27日                      | つまさきのリプル                                   | SCMS-001      | 圈外       |                 |
| 20th | 2009年4月17日                      | Marionette                                         | LTXS-008      | 169位      |                 |
| ※    | 2009年4月30日                      | It's show time                                     | IMAE-00031    |            |                 |
| ※    | 2009年6月26日                      | さくらフィロソフィー                               | SKM-005       | 圈外       |                 |
| 21st | 2009年10月7日                      | Déjà vu/Silky Rain                                 | FVCG-1099     | 81位       |                 |
| 22nd | 2009年10月21日                     | にゃんだふる!/Cross the Rainbow                    | PCCG-90040    | PCCG-90041 | 29位            |
| 23rd | 2009年11月25日                     | 木漏れ日のソルディーノ/Hollow 〜暁のそらに〜       |               | FVCG-1097  | 116位           |
| 24th | 2009年12月18日                     | Happy⇔Lucky X'mas♪                                 | LTXS-009      | 180位      |                 |
| 25th | 2010年2月10日                      | 混沌のオラトリオ                                   | QECB-20       | 86位       |                 |
| ※    | 2010年2月26日                      | プリズム☆ま〜じカル/呪文はプリ☆まじ                | PAM-0081      | 圈外       |                 |
| 26th | 2010年7月30日                      | Let's start now                                    | LTXS-010      | 圈外       |                 |
| ※    | 2010年8月26日                      | TWINKLE HAPPINESS                                  | SCMN-003      | 圈外       |                 |
| 27th | 2010年12月24日                     | LOVE×Quartet 2010                                  | LTXS-011      | 圈外       |                 |
| ※    | 2011年2月11日                      | 君色/Love is Love                                  |               | 圈外       |                 |
| 28th | 2011年7月29日                      | Blue mind                                          | LDRS-1        | 圈外       |                 |
| ※    | 2012年1月27日                      | 真夏のCielo/サムライガール                         | SKM-007       | 圈外       |                 |
| 29th | 2012年2月22日                      | 無重力アリア                                       | QECB-39       | 134位      |                 |
| 30th | 2012年5月30日                      | コンフィチュール/片恋                              | QECB-40       | 圈外       |                 |
| ※    | 2012年8月24日                      | DreamPartyメモリアルCD Vol.6                       |               |            |                 |
| 31st | 2012年9月26日                      | Judge of a Life                                    | FVCG-1210     | 155位      |                 |
| 32nd | 2014年5月14日                      | 聖剣なんていらない                                 | ZMCZ-9231     | 30位       |                 |
| ※    | 2015年3月14日 （イベント先行販売） | 憧憬ライアニズム                                   | MED-CD2-18024 | 圈外       |                 |
| 33rd | 2016年2月20日                      | ドキドキ☆ココロ☆フレーバー/100にゃんパワーで夢心地 |               | 圈外       |                 |
| 34th | 2017年11月29日                     | Kadenz                                             | 18623059      | 圈外       |                 |
| ※    | 2021年2月3日                       | Longing for!/まひるいろシエスタ                    | XNST-10025    | 34位       |                 |

### 配信シングル
| 発売日         | タイトル                  | 備考                                                  |
| -------------- | ------------------------- | ----------------------------------------------------- |
| 2018年7月28日  | 燎火のフォルトゥナ        | 12thアルバム『Emotion』に収録。                       |
| 2020年6月24日  | Love☆Jet!                 |                                                       |
| 2020年6月24日  | Love☆Jet!〜English ver.〜 |                                                       |
| 2022年10月19日 | ラブトラサンバⅡ           | ラブトラちゃん（CV:榊原ゆい）名義楽曲、作詞：榊原ゆい |
| 2024年3月20日  | 飛龍乗雲 (榊原ゆい Ver.)  | 『 戦国†恋姫EX壱』主題歌のカバー                      |

### アルバム

#### オリジナルアルバム
| 枚   | 発売日                                | タイトル                      | 規格品番                        | 規格品番   | オリコン 最高位 |
| 枚   | 発売日                                | タイトル                      | 初回 限定盤                     | 通常盤     | オリコン 最高位 |
| ---- | ------------------------------------- | ----------------------------- | ------------------------------- | ---------- | --------------- |
| 1st  | 2005年12月29・30日 （イベント限定版） | yuithm                        | HBMC-025 （イベント限定販売版） | LTXA-001   | 圏外            |
| 1st  | 2006年1月27日                         | yuithm                        | HBMC-025 （イベント限定販売版） | LTXA-001   | 圏外            |
| 2nd  | 2006年9月22日                         | HONEY                         |                                 | HBMC-029   | 109位           |
| 3rd  | 2007年9月21日                         | princess                      | LTXA-003                        | 88位       |                 |
| 4th  | 2008年9月10日                         | JOKER                         | KICS-1391                       | 32位       |                 |
| ※    | 2009年3月30日                         | DreamParty メモリアルアルバム | DP-007                          | 圈外       |                 |
| 5th  | 2009年8月26日                         | Yeeeeell!                     | KICS-1496                       | 51位       |                 |
| ※    | 2009年11月26日                        | EVERGREEN                     | QECB-91003                      | QECB-1003  | 76位            |
| ※    | 2010年2月3日                          | You♡I -Sweet Tuned by 5pb.-   | FVCG-1102                       | FVCG-1103  | 49位            |
| 6th  | 2010年8月25日                         | BLOODY TUNE                   | KICS-91607                      | KICS-1607  | 48位            |
| 7th  | 2011年8月24日                         | Ringing                       | KICS-91717                      | KICS-1717  | 57位            |
| 8th  | 2012年8月29日                         | Fractal                       | LXCH-1                          | LXCH-2     | 48位            |
| 9th  | 2014年8月27日                         | Amazing                       | LXCH-8                          | LXCH-9     | 62位            |
| 10th | 2015年8月26日                         | Lofty rose                    | LXCH-11                         | LXCH-12    | 66位            |
| 11th | 2017年12月13日                        | NEXT DOOR                     |                                 | GQCS-90472 | 131位           |
| 12th | 2019年8月28日                         | Emotion                       | GQCS-90742                      | 135位      |                 |
| 13th | 2023年5月10日                         | MONSTER                       | WRDZX-174（数量限定）           | GQCS-91292 | 173位           |

#### ベストアルバム
| 枚  | 発売日        | タイトル      | 規格品番    | 規格品番  | オリコン 最高位 |
| 枚  | 発売日        | タイトル      | 初回 限定盤 | 通常盤    | オリコン 最高位 |
| --- | ------------- | ------------- | ----------- | --------- | --------------- |
| 1st | 2009年7月3日  | LOVE×Singles  |             | LTXA-005  | 圏外            |
| 2nd | 2013年1月30日 | LOVE×Singles2 | LXCH-3      | 76位      |                 |
| ※   | 2013年8月28日 | Splash!       | LXCH-0005   | LXCH-0006 | 151位           |

#### アコースティックアルバム
| 枚  | 発売日        | タイトル            | 規格品番   | オリコン 最高位 |
| --- | ------------- | ------------------- | ---------- | --------------- |
| 1st | 2019年4月24日 | LOVE×Acoustic Vol.1 | GQCS-90700 | 圏外            |

#### カバーアルバム
| 枚  | 発売日        | タイトル          | 規格品番  | オリコン 最高位 |
| --- | ------------- | ----------------- | --------- | --------------- |
| 1st | 2014年3月26日 | LOVE×CoverSongs   | LXCH-0007 | 187位           |
| 2nd | 2015年1月28日 | LOVE×CoverSongs 2 | LXCH-0010 | 110位           |

#### 配信アルバム
| 配信日                  | タイトル                                    |
| ----------------------- | ------------------------------------------- |
| 2016年4月27日 - 5月25日 | 榊原ゆい×Angel Note COLLABORATION vol.1 - 5 |

### 映像作品

#### PV集
| 枚  | 発売日        | タイトル     | 規格品番 | オリコン 最高位 |
| --- | ------------- | ------------ | -------- | --------------- |
| 1st | 2009年2月27日 | LOVE×clip 01 | LTXD-003 | 圈外            |
| 2nd | 2011年1月28日 | LOVE×clip 02 | LTXD-006 | 圈外            |

#### ライブ映像
| 枚  | 発売日        | タイトル                                                                  | 規格品番 | 規格品番  | オリコン 最高位 |
| 枚  | 発売日        | タイトル                                                                  | DVD      | BD        | オリコン 最高位 |
| --- | ------------- | ------------------------------------------------------------------------- | -------- | --------- | --------------- |
| 1st | 2007年4月29日 | Happy☆LOVE×ライブ2006                                                     | LTXD-001 |           | 圈外            |
| 2nd | 2008年5月30日 | Happy☆LOVE×ライブ2007                                                     | LTXD-002 | 134位     |                 |
| 3rd | 2009年4月30日 | Happy☆LOVE×ライブ2008                                                     | LTXD-004 | 181位     |                 |
| 4th | 2010年3月26日 | Happy☆LOVE×ライブ2009                                                     | LTXD-005 | 圈外      |                 |
| ※   | 2011年2月25日 | Chu×Chu! blow a kiss!! -CHUA・CHURAM 3rd ANNIVERSARY SPECIAL LIVE- 完全版 | LTXD-007 | 圈外      |                 |
| 5th | 2011年4月22日 | Happy☆LOVE×ライブ2010                                                     | LTXD-008 | 圈外      |                 |
| 6th | 2013年6月26日 | Happy☆LOVE×Live2012                                                       |          | LXXH-0004 | 111位           |

#### その他ライブ映像
2007年
- 乙女はお姉さまに恋してる DVD第3巻限定版特典映像：〜聖應女学院へようこそ〜in 川崎 スペシャルダイジェスト!!（3月7日）

2010年
- Animelo Summer Live 2009 RE:BRIDGE 8.23（2月24日）

2011年
- NITRO SUPER SONIC 10th ANNIVERSARY -2009.6.27 LIVE DOCUMENT AT JCB HALL-（1月28日）
- Live5pb.2010@JCB Hall（4月27日）

2012年
- Animelo Summer Live 2011 -rainbow- 8.28（3月28日）

2013年
- SUPER GAMESONG LIVE 2012 -NEW GAME-（2月27日）
- TVアニメ「シュタインズ・ゲート」Blu-ray/DVD BOX（イベント映像、3月27日）
- トラベリング・オーガスト コンサートBlu-ray&DVD

2015年
- Happy light Live -THE GREAT 15th- DVD（8月28日）

2018年
- AUGUST LIVE! 2018 Blu-ray&DLCard（12月29日先行発売）

2019年
- YUZUSOFT SONG FES 2018 LIVE Blu-ray（4月26日）

### ファンタズム（FES cv.榊原ゆい）名義CD
シングル
| 枚  | 発売日         | タイトル                               | 規格品番          | オリコン 最高位 |
| --- | -------------- | -------------------------------------- | ----------------- | --------------- |
| 1st | 2008年6月25日  | 罪過に契約の血を                       | FVCG-1008         | 63位            |
| 2nd | 2008年11月26日 | 磔のミサ                               | FVCG-1060         | 63位            |
| 3rd | 2009年2月25日  | アレルイヤの福音/密教の首飾り          | FVCG-1079         | 66位            |
| 4th | 2009年11月25日 | 運命のファルファッラ                   | FVCG-1101         | 45位            |
| 5th | 2010年4月28日  | 祈りのヴァイオレット                   | FVCG-1114         | 位              |
| ※   | 2011年1月26日  | CHAOS;HEAD らぶChu☆Chu! 主題歌シングル | FVCG-1129         | 99位            |
| 6th | 2011年5月25日  | 刻司ル十二ノ盟約                       | MFCZ-1007（初回） | 32位            |
| 6th | 2011年5月25日  | 刻司ル十二ノ盟約                       | MFCZ-1008（通常） | 32位            |
| 7th | 2011年6月22日  | プレギエーラの月夜                     | FVCG-1159         | 59位            |
| 8th | 2012年8月1日   | 鋼の鎧纏う、三百の大司祭               | SVWC-7867         | 90位            |
| 9th | 2018年9月19日  | アニーの指輪                           | USSW-0083         | 位              |

アルバム
| 枚             | 発売日         | タイトル                             | 規格品番                                             | オリコン 最高位 |
| -------------- | -------------- | ------------------------------------ | ---------------------------------------------------- | --------------- |
| 1st            | 2009年5月6日   | END PROPHECY                         | FVCG-1092                                            | 59位            |
| 2nd            | 2011年12月21日 | REVIVAL PROPHECY                     | FVCG-1184（限定） FVCG-1185（通常）                  | 133位           |
| ライブアルバム | 2012年2月22日  | PHANTASM ワンマンLiVE 〜漆黒のミサ〜 | VCG-1191（CD） ZMBH-7768（DVD） ZMXH-7767（Blu-ray） |                 |
| ベスト         | 2014年12月24日 | PHANTASM THE BEST                    | FVCG-1328                                            |                 |

### その他ユニット名義CD
| 発売日        | 商品名           | 規格品番  | 収録曲                                                     | ユニット名  |
| ------------- | ---------------- | --------- | ---------------------------------------------------------- | ----------- |
| 2001年2月28日 | DEAR+PALETTE▽CHE | MACM-1122 | 「Stormy Dune」 「そばにいたい〜Seesaw Game〜」 「Always」 | DEAR+ME     |
| 2018年8月4日  | Star☆Pierce      |           | 「」                                                       | Star☆Pierce |

### CD未収録
- PCゲーム『百舌鳥ノ贄if… 早贄ノ章』（2003年、ED主題歌「記憶」）
- だから もう一度キスをして（2008年）
- がちゃがちゃきゅ〜と・ふぃぎゅ@メイト（2009年）
- OVA『迷elleオトコノ娘』（2010年、主題歌「ティジーロケット」とイメージソング「反対ノハンタイ」共に2曲）
- BE MYSELF（2012年）
- マジカル☆ミラクル

### 歌手参加楽曲
2010年
- Angel Note BEST COLLECTION VII『Providence』（5月28日）
- Twinkle Crusaders Vocal Collection（6月24日）
- GWAVE 2009 2nd Ace（7月30日）
- ソルフェージュ ボーカルコレクション（9月29日）
- GWAVE 2010 1st Grace（12月24日）
- Perfect Eastern Dream（12月30日）

2012年
- GWAVE 2011 2nd Chronicle（6月29日）
- Dies irae〜Amantes Amentes〜 EIN KLEINES ALBUM（8月31日）

2013年
- 竜少女シリーズ ボーカルコレクション（4月26日）
- レミニセンス ヴォーカルコレクション（5月31日）
- GWAVE 2012 2nd Memories（7月26日）

2014年
- GWAVE 2013 2nd Progress（6月27日）
- GWAVE 2014 1st Favorite（12月26日）

| 発売日                      | 商品名                                                                                     | 歌 | 楽曲 | 備考                                                                             |
| 2000年                      | 2000年                                                                                     | 2000年 | 2000年 | 2000年                                                                           |
| --------------------------- | ------------------------------------------------------------------------------------------ | --- | --- | -------------------------------------------------------------------------------- |
| 4月30日                     | the interlude                                                                              | さゆりんと歌う仲間達 | 「Celebration」                                                                                               | PCゲーム『アルバムの中の微笑み』エンディングテーマ                               |
| 2001年                      |                                                                                            | | |                                                                                  |
| 4月                         | LOVETRAX                                                                                   | MARINE | 「蒼空のメモリーズ」                                                                                          | PCゲーム『Memories zerO -蒼い光の約束-』オープニングテーマ                       |
| 4月                         | LOVETRAX                                                                                   | MARINE | 「抱擁」 | ゲーム『ぬくもりの中で』オープニングテーマ                                       |
| 4月                         | LOVETRAX                                                                                   | MARINE | 「想いのままに」                                                                                              | PCゲーム『はぁとでネットワーク』挿入歌                                           |
| ？年                        |                                                                                            | | |                                                                                  |
|                             | INSIDE                                                                                     | 榊原ゆい | 「Believes You」                                                                                              | PCゲーム『Campus 〜桜の舞う中で〜』エンディングテーマカバー                      |
| 「Blazing Soul」            | INSIDE                                                                                     | 榊原ゆい | PCゲーム『Campus 〜The New Edition〜』エンディングテーマ                                                      |                                                                                  |
| 「Eternal Truth」           | INSIDE                                                                                     | 榊原ゆい | PCゲーム『我家に魔女がやって来た！ わがまじょ』エンディングテーマ                                             |                                                                                  |
| 「It’s just love」          | INSIDE                                                                                     | 榊原ゆい | ゲーム『ぬくもりの中で』エンディングテーマ                                                                    |                                                                                  |
| 「Celebration -Radio Ver-」 | INSIDE                                                                                     | 榊原ゆい | PCゲーム『アルバムの中の微笑み』エンディングテーマ                                                            |                                                                                  |
| 「凍る月の夜」              | INSIDE                                                                                     | 榊原ゆい | PCゲーム『UNDER GROUND 地下牢で泣く小羊たち』オープニングテーマ                                               |                                                                                  |
| 「To the journey!」         | INSIDE                                                                                     | 榊原ゆい | PCゲーム『はぷにんぐJOURNEY』オープニングテーマカバー                                                         |                                                                                  |
| 2003年                      |                                                                                            | | |                                                                                  |
| 9月26日                     | めぐり、ひとひら。 ORIGINAL SOUNDTRACK                                                     | 榊原ゆい | 「奇跡の絆」                                                                                                  | PCゲーム『めぐり、ひとひら。』オープニングテーマ                                 |
| 2004年                      |                                                                                            | | |                                                                                  |
| 6月25日                     | GWAVE 2003 2nd Beat                                                                        | 榊原ゆい | 「キラリ☆夏」                                                                                                 | PCゲーム『to…』オープニングテーマ                                                |
| 2005年                      |                                                                                            | | |                                                                                  |
| 2月25日                     | maiden's rest 『処女はお姉さまに恋してる』オリジナルサウンドトラック                       | 榊原ゆい | 「いとしいきもち」                                                                                            | PCゲーム『処女はお姉さまに恋してる』エンディングテーマ                           |
| 2月25日                     | maiden's rest 『処女はお姉さまに恋してる』オリジナルサウンドトラック                       | 榊原ゆい | 「さよならの囁き」                                                                                            | PCゲーム『処女はお姉さまに恋してる』挿入歌                                       |
| 6月24日                     | GWAVE 2004 2nd Groove                                                                      | 倉沢はるか、春日りか、茶谷やすら、榎津まお、榊原ゆい                                                                              | 「☆☆☆☆☆☆」 | PCゲーム『六ツ星きらり』主題歌                                                   |
| 9月22日                     | こんねこ お〜でぃおこれくしょん                                                            | 榊原ゆい | 「笑顔を追いかけて」                                                                                          | PCゲーム『こんねこ』オープニングテーマ・挿入歌                                   |
| 9月22日                     | こんねこ お〜でぃおこれくしょん                                                            | 榊原ゆい | 「恋するとけい」                                                                                              | PCゲーム『こんねこ』エンディングテーマ                                           |
| 12月23日                    | GWAVE 2005 1st Impact                                                                      | 榊原ゆい | 「盗んでMy Heart」                                                                                            | PCゲーム『盗んでMy Heart』オープニングテーマ                                     |
| 2006年                      |                                                                                            | | |                                                                                  |
| 6月30日                     | GWAVE 2005 2nd Impact                                                                      | 榊原ゆい | 「Doki Dokiが止まらない」                                                                                     | PCゲーム『みらろま』オープニングテーマ                                           |
| 7月27日                     | 六ツ星きらり 〜ほしふるみやこ〜 オリジナルサウンドトラックCD                               | 榊原ゆい | 「晴れのち晴れのち晴れ」                                                                                      | ゲーム『六ツ星きらり 〜ほしふるみやこ〜』特定ルートエンディングテーマ            |
| 7月27日                     | 六ツ星きらり 〜ほしふるみやこ〜 オリジナルサウンドトラックCD                               | 春日りか、榊原ゆい | 「☆☆☆☆☆☆ -Twin Vocal Version-」                                                                               | ゲーム『六ツ星きらり 〜ほしふるみやこ〜』関連曲                                  |
| 7月28日                     | はぴねす! りらっくす 初回版特典CD                                                          | 榊原ゆい | 「はぴでい♪」                                                                                                 | PCゲーム『はぴねす! りらっくす』オープニングテーマ                               |
| 8月17日                     | ぶらばん! オリジナルサウンドトラック                                                       | 榊原ゆい | 「Beautiful Harmony」                                                                                         | PCゲーム『ぶらばん! -The bonds of melody-』オープニングテーマ                    |
| 8月25日                     | 春萌 Complete Sound Track                                                                  | 榊原ゆい | 「きっと夢と雪でできている」                                                                                  | PCゲーム『春萌 〜はるもい〜』オープニングテーマ                                  |
| 8月25日                     | 春萌 Complete Sound Track                                                                  | 榊原ゆい | 「春萌 〜はるもい〜」                                                                                         | PCゲーム『春萌 〜はるもい〜』エンディングテーマ                                  |
| 2007年                      |                                                                                            | | |                                                                                  |
| 1月26日                     | いつか、届く、あの空に。 ソフマップオリジナルマキシシングル『SHOOTING STAR-Wremixver-』    | 榊原ゆい | 「SHOOTING STAR-Wremixver-」                                                                                  | PCゲーム『いつか、届く、あの空に。』関連曲                                       |
| 1月26日                     | あるぺじお〜きみいろのメロディ〜 初回限定メモリアルパック同梱特典CD「初恋MEMORIAL DISC」   | 榊原ゆい | 「ボクノセカイ」                                                                                              | PCゲーム『あるぺじお 〜きみいろのメロディ〜』オープニングテーマ                  |
| 1月26日                     | あるぺじお〜きみいろのメロディ〜 ソフマップオリジナル特典 Yui REMIX                        | 榊原ゆい | 「ボクノセカイ（Yui REMIX）」                                                                                 | PCゲーム『あるぺじお 〜きみいろのメロディ〜』関連曲                              |
| 3月8日                      | いつか、届く、あの空に。 オリジナルサウンドトラック完全収録版                              | 榊原ゆい | 「SHOOTING STAR -power mix-」                                                                                 | PCゲーム『いつか、届く、あの空に。』関連曲                                       |
| 3月17日                     | Angel Note BEST COLLECTION III『BELLES DIVAS』                                             | 榊原ゆい | 「Favorite Love」                                                                                             | PCゲーム『おたく☆まっしぐら』オープニングテーマ                                  |
| 3月17日                     | Angel Note BEST COLLECTION III『BELLES DIVAS』                                             | 榊原ゆい | 「In Your Sky」                                                                                               | PCゲーム『おたく☆まっしぐら』エンディングテーマ                                  |
| 3月17日                     | Angel Note BEST COLLECTION III『BELLES DIVAS』                                             | 榊原ゆい | 「Wake me up!」                                                                                               | PCゲーム『初恋撫子』オープニングテーマ                                           |
| 3月23日                     | うつりぎ七恋天気あめ オリジナルサウンドトラック tournesol                                  | 榊原ゆい | 「I will…!」                                                                                                  | PCゲーム『うつりぎ七恋天気あめ』オープニングテーマ                               |
| 3月23日                     | うつりぎ七恋天気あめ オリジナルサウンドトラック tournesol                                  | 榊原ゆい | 「Just I wish」                                                                                               | PCゲーム『うつりぎ七恋天気あめ』挿入歌                                           |
| 3月23日                     | うつりぎ七恋天気あめ オリジナルサウンドトラック tournesol                                  | 榊原ゆい | 「Spell」 | PCゲーム『うつりぎ七恋天気あめ』エンディングテーマ                               |
| 6月29日                     | ソルフェージュ〜Overture〜                                                                 | 榊原ゆい | 「Little wing」                                                                                               | ゲーム『ソルフェージュ』主題歌                                                   |
| 6月29日                     | ソルフェージュ〜Overture〜                                                                 | 榊原ゆい | 「Kaleidoscope」                                                                                              | ゲーム『ソルフェージュ』高屋すくねキャラクターイメージソング                     |
| 8月22日                     | ながされて藍蘭島 聴いちゃって島の音 其の弐                                                 | 榊原ゆい | 「愛のために」                                                                                                | テレビアニメ『ながされて藍蘭島』挿入歌                                           |
| 8月24日                     | ピアノの森の満開の下 オリジナルサウンドトラック                                            | 榊原ゆい | 「ちる はな さくら 〜永遠〜」 「ちる はな さくら 〜未来〜」 「ちる はな さくらremix」                         | PCゲーム『ピアノの森の満開の下』関連曲                                           |
| 9月27日                     | フェイト/タイガーころしあむ オリジナルサウンドトラック                                     | 榊原ゆい | 「Ready Go!!」                                                                                                | ゲーム『フェイト/タイガーころしあむ』オープニングテーマ                          |
| 9月27日                     | フェイト/タイガーころしあむ オリジナルサウンドトラック                                     | 榊原ゆい | 「SAYONARAじゃない。（通常ver.）」 「SAYONARAじゃない。（upper.ver.）」 「SAYONARAじゃない。（ballad.ver.）」 | ゲーム『フェイト/タイガーころしあむ』エンディングテーマ                          |
| 10月26日                    | はっぴぃ☆マキシ！ SUPER MAXI CD                                                            | 榊原ゆい | 「Girlish!!」                                                                                                 | PCゲーム『はっぴぃ☆マーガレット!』オープニングテーマ                             |
| 10月27日                    | 「終末少女幻想アリスマチック APOCALYPSE」予約特典CD                                        | 榊原ゆい | 「révélation」                                                                                                | ゲーム『終末少女幻想アリスマチック APOCALYPSE』オープニングテーマ                |
| 11月22日                    | PCソフト「ぱすてる」初回特典マキシシングル                                                 | 榊原ゆい | 「ぱすてるDays」                                                                                              | PCゲーム『ぱすてる』オープニングテーマ                                           |
| 12月28日                    | GWAVE 2007 1st Drivers                                                                     | 榊原ゆい | 「Trust in me」                                                                                               | PCゲーム『E×E』オープニングテーマ                                                |
| 12月29日                    | ぱすてる オリジナルサウンドトラック                                                        | 榊原ゆい | 「Seaside Memory」                                                                                            | PCゲーム『ぱすてる』                                                             |
| 2008年                      |                                                                                            | | |                                                                                  |
| 3月27日                     | 暁の護衛 VOCAL CD                                                                          | 榊原ゆい | 「Together」                                                                                                  | PCゲーム『暁の護衛』オープニングテーマ                                           |
| 3月27日                     | 暁の護衛 VOCAL CD                                                                          | 榊原ゆい | 「パーソナルスペース」                                                                                        | PCゲーム『暁の護衛』エンディングテーマ                                           |
| 4月25日                     | Ultimate A-Style                                                                           | 榊原ゆい | 「Ready Go!（JAKAZiD J-Core Remix）」                                                                         |                                                                                  |
| 5月25日                     | 「TOHO PROJECT SIDE STORY 星の記憶」サウンドトラック                                       | 榊原ゆい | 「月天子」 | 同人アニメ『星の記憶』エンディングテーマ                                         |
| 6月27日                     | Angel Note BEST COLLECTION IV『BE NUTS ABOUT ANGELS』                                      | 榊原ゆい | 「Festivity」                                                                                                 | PCゲーム『Chu×Chuぱらだいす 〜Encore Live〜』オープニングテーマ                  |
| 6月27日                     | Angel Note BEST COLLECTION IV『BE NUTS ABOUT ANGELS』                                      | 榊原ゆい | 「晴れのち曇り、時々雨」                                                                                      | PCゲーム『FairChild』エンディングテーマ                                          |
| 7月31日                     | Marron Vocal Collection                                                                    | 榊原ゆい | 「太陽の咲く星で」                                                                                            | PCゲーム『ひまわりのチャペルできみと』オープニングテーマ                         |
| 7月31日                     | Marron Vocal Collection                                                                    | 榊原ゆい | 「風花雪月」                                                                                                  | PCゲーム『ひまわりのチャペルできみと』エンディングテーマ                         |
| 8月6日                      | Elements Garden                                                                            | 榊原ゆい | 「SALVAGE REQUIEM」                                                                                           |                                                                                  |
| 8月6日                      | Elements Garden                                                                            | 榊原ゆい | 「Happy Leap」                                                                                                | PCゲーム『タイムリープ』オープニングテーマ                                       |
| 8月6日                      | Elements Garden                                                                            | 榊原ゆい、NANA | 「Growth of mind」                                                                                            | PCゲーム『ティンクル☆くるせいだーす』2ndオープニングテーマ                       |
| 8月22日                     | 夏空カナタ オリジナルサウンドトラック                                                      | 榊原ゆい | 「リフレイン」                                                                                                | PCゲーム『夏空カナタ』エンディングテーマ                                         |
| 8月29日                     | Angel Note BEST COLLECTION V『Sing Song Swing』                                            | 榊原ゆい | 「Eternal Ring」                                                                                              | PCゲーム『ユニティマリアージュ〜ふたりの花嫁〜』オープニングテーマ               |
| 11月26日                    | Eternal Love大全集（永）                                                                   | 榊原ゆい | 「Eternal Love 榊原ゆいVer.」                                                                                 |                                                                                  |
| 11月28日                    | Ultimate A-Style2                                                                          | 榊原ゆい | 「SINCLAIR（StripE mix）」                                                                                    |                                                                                  |
| 11月28日                    | Ultimate A-Style2                                                                          | 榊原ゆい | 「Try Real!（Uraken Hardcore Remix）」                                                                        |                                                                                  |
| 12月29日                    | 毘 -vi- サウンドトラック1                                                                  | 榊原ゆい | 「光」 | ドラマCD『毘 -vi-』主題歌                                                        |
| 12月29日                    | 毘 -vi- サウンドトラック1                                                                  | 榊原ゆい | 「夜空を越えて」                                                                                              | ドラマCD『毘 -vi-』エンディングテーマ                                            |
| 2009年                      |                                                                                            | | |                                                                                  |
| 3月25日                     | ギャラクシーエンジェルベスト                                                               | 榊原ゆい | 「月聖ノ蒼炎曲 - p.s.abyss」                                                                                  |                                                                                  |
| 6月12日                     | A LA MODE 2(CHUぅ☆)                                                                        | 榊原ゆい | 「すきッスSTEADY☆キッス!! -MAJIッスみっくCHU-」                                                               | PCゲーム『STEP×STEADY』主題歌                                                    |
| 6月24日                     | RE:BRIDGE〜Return to oneself〜                                                             | 榊原ゆい、他 | 「RE:BRIDGE〜Return to oneself〜」                                                                            | ライブイベント『Animelo Summer Live 2009 -RE:BRIDGE-』テーマソング               |
| 6月26日                     | GWAVE 2008 2nd Experience                                                                  | 榊原ゆい | 「アイドルレボリューション」                                                                                  | PCゲーム『あいれぼ 〜IDOL☆REVOLUTION〜』オープニングテーマ                       |
| 6月26日                     | りんかねーしょん☆新撰組っ! りんかね☆MaxiシングルCD                                         | 榊原ゆい | 「keep on going」                                                                                             | PCゲーム『りんかねーしょん☆新撰組っ!』オープニングテーマ                         |
| 6月26日                     | りんかねーしょん☆新撰組っ! りんかね☆MaxiシングルCD                                         | 榊原ゆい | 「Together on Starry Night」                                                                                  | PCゲーム『りんかねーしょん☆新撰組っ!』エンディングテーマ                         |
| 7月31日                     | 夢みる恋の結びかた ORIGINAL SOUND TRACK                                                    | 榊原ゆい | 「青空キッス」                                                                                                | PCゲーム『夢みる恋の結びかた』オープニングテーマ                                 |
| 8月14日                     | 77 〜And,two stars meet again〜 Original Sound Tracks WISH THE STAR                        | 榊原ゆい | 「STAR LEGEND」                                                                                               | PCゲーム『77 〜And, two stars meet again〜』オープニングテーマ                   |
| 8月21日                     | 天神乱漫 オリジナルサウンドトラック                                                        | 榊原ゆい | 「メチャ恋らんまん☆」                                                                                         | PCゲーム『天神乱漫 -LUCKY or UNLUCKY!?-』オープニングテーマ                      |
| 8月28日                     | Angel Note BEST COLLECTION VI『Heartful Moment』                                           | 榊原ゆい | 「ナ・イ・ショの恋」                                                                                          | PCゲーム『らくがきオーバーハート』オープニングテーマ                             |
| 9月25日                     | Signal Heart オフィシャル通販特典挿入歌『NON STOP! SIGNAL!!』マキシシングル                | 榊原ゆい | 「NON STOP! SIGNAL!!」                                                                                        | PCゲーム『Signal Heart』挿入歌                                                   |
| 11月27日                    | PCゲーム「アトリの空と真鍮の月」スペシャルCD                                               | 榊原ゆい | 「Pieris」 | PCゲーム『アトリの空と真鍮の月』オープニングテーマ                               |
| 2010年                      |                                                                                            | | |                                                                                  |
| 1月29日                     | 絶対★魔王 ORIGINAL SOUND TRACK〜ボクの耳キュン音楽祭〜                                     | 榊原ゆい | 「Miss.Brand-new day」                                                                                        | PCゲーム『絶対★魔王〜ボクの胸キュン学園サーガ〜』オープニングテーマ              |
| 1月29日                     | メルクリア〜水の都に恋の花束を〜 Premium Maxi Single 01 Blue Horizon                       | 榊原ゆい | 「Blue Horizon」                                                                                              | PCゲーム『メルクリア 〜水の都に恋の花束を〜』オープニングテーマ                  |
| 5月26日                     | PCゲーム「処女はお姉さまに恋してる 2人のエルダー」ボーカルミニアルバム                     | 榊原ゆい | 「移りゆく花のように」 「君のままで」                                                                         | PCゲーム『処女はお姉さまに恋してる 2人のエルダー』挿入歌                         |
| 5月28日                     | 永遠神剣シリーズ・ボーカルコレクション                                                     | 榊原ゆい | 「風と水と清らかな空」                                                                                        | PCゲーム『スピたん Spirits Expedition -in the Phantasmagoria-』挿入歌            |
| 5月28日                     | 永遠神剣シリーズ・ボーカルコレクション                                                     | 榊原ゆい | 「Step Forward 〜君だけの星」                                                                                 | PCゲーム『スピたん』主題歌                                                       |
| 6月30日                     | あまつみそらに! サウンドトラック                                                           | 榊原ゆい | 「ラピスラズリの恋」                                                                                          | PCゲーム『あまつみそらに!』オープニングテーマ                                    |
| 11月18日                    | ねこねこ音頭                                                                               | 榊原ゆい、今井麻美、福井裕佳梨 | 「ねこねこ音頭」                                                                                              | テレビアニメ『にゃんこい!』挿入歌                                                |
| 11月18日                    | ねこねこ音頭                                                                               | 榊原ゆい | 「ねこ呼んじゃった」                                                                                          | テレビアニメ『にゃんこい!』挿入歌                                                |
| 2011年                      |                                                                                            | | |                                                                                  |
| 2月25日                     | BLOODY TUNE RADIO SPECIALIST COLLECTION                                                    | 榊原ゆい | 「終わらない夜に」                                                                                            | OVA『ナナとカオル』主題歌                                                        |
| 7月29日                     | TRIBAL LINK-L                                                                              | 榊原ゆい | 「アナタだけのAngel☆」                                                                                        |                                                                                  |
| 7月29日                     | TRIBAL LINK-R                                                                              | 榊原ゆい | 「jihad」 |                                                                                  |
| 7月29日                     | AngelGuard 主題歌マキシシングル                                                            | 榊原ゆい | 「Change for you!!」                                                                                          | PCゲーム『AngelGuard』オープニングテーマ                                         |
| 8月26日                     | ノーブルリージュ！初回特典ミニアルバム Noble Tracks                                        | 榊原ゆい、実谷なな | 「Noble Starlet」                                                                                             | PCゲーム『ノーブルリージュ!』主題歌                                              |
| 8月26日                     | ノーブルリージュ！初回特典ミニアルバム Noble Tracks                                        | 榊原ゆい | 「Noble Starlet ～Solo version～」                                                                            | PCゲーム『ノーブルリージュ!』主題歌                                              |
| 8月26日                     | hiqo ALL songs 2011                                                                        | 榊原ゆい | 「shining orange -moonlit mix-」                                                                              |                                                                                  |
| 2012年                      |                                                                                            | | |                                                                                  |
| 8月13日                     | 幻奏童話 ALICETALE —キャラクターイメージアルバム—                                          | 榊原ゆい | 「路地裏猫の正体」                                                                                            | PCゲーム『幻奏童話 ALICETALE』エンディングテーマ                                 |
| 8月24日                     | DreamPartyメモリアルCD EX1                                                                 | 榊原ゆい | 「Pleasure（榊原ゆいVersion）」                                                                               |                                                                                  |
| 8月24日                     | DRACU-RIOT! オリジナル・サウンドトラック                                                   | 榊原ゆい | 「Scarlet」                                                                                                   | PCゲーム『DRACU-RIOT!』オープニングテーマ                                        |
| 10月13日                    | Album「Fractal」&「Happy★LOVE×Live2012」会場限定 記念CD                                    | 榊原ゆい | 「男と女とトラと愛」                                                                                          |                                                                                  |
| 2013年                      |                                                                                            | | |                                                                                  |
| 8月13日                     | イノセントバレット -the false world- -Original Sound Track-                                | 榊原ゆい | 「Our tomorrow」                                                                                              | PCゲーム『イノセントバレット -the false world-』エンディングテーマ               |
| 2014年                      |                                                                                            | | |                                                                                  |
| 1月31日                     | ハガルの悪堕ち陵辱ドラマCD                                                                 | 榊原ゆい | 「ReANSWER」                                                                                                  | PCゲーム『新・白銀のソレイユ-ReANSWER-』オープニングテーマ                       |
| 1月31日                     | ハガルの悪堕ち陵辱ドラマCD                                                                 | 榊原ゆい | 「VOICE」 | PCゲーム『新・白銀のソレイユ-ReANSWER-』エンディングテーマ                       |
| 2015年                      |                                                                                            | | |                                                                                  |
| 6月26日                     | GWAVE 2014 2nd Favorite                                                                    | 榊原ゆい | 「BLADE LINKAGE」                                                                                             | PCゲーム『武想少女隊ぶれいど☆ブライダーズ』オープニングテーマ                    |
| 6月26日                     | GWAVE 2014 2nd Favorite                                                                    | 榊原ゆい | 「Promising Observation」                                                                                     | PCゲーム『プリズム・プリンセス〜ふたりの姫騎士と股間の紋章〜』オープニングテーマ |
| 8月14日                     | WITCHMASTER START UP TRACKS 2                                                              | 榊原ゆい | 「Shiny」 | パチスロ『WITCHMASTER』用曲                                                      |
| 12月24日                    | 魔女こいにっき Dragon×Caravan ボーカルソングCD                                             | 榊原ゆい | 「流砂のオルフェウス」                                                                                        | ゲーム『魔女こいにっき Dragon×Caravan』                                          |
| 12月25日                    | IZUMO4 Original Soundtrack                                                                 | 榊原ゆい | 「Reincarnation」 「生きとし生ける路、故に焉」                                                                | PCゲーム『IZUMO4』オープニングテーマ                                             |
| 12月25日                    | IZUMO4 Original Soundtrack                                                                 | 榊原ゆい | 「Acceptance」                                                                                                | PCゲーム『IZUMO4』挿入歌                                                         |
| 2016年                      |                                                                                            | | |                                                                                  |
| 6月18日                     | Angel Note Live 2016 会場限定シングルCD「Infinity」                                        | 神代あみ、榊原ゆい、tohko、なかせひな、中山マミ、葉月、Riryka                                                                     | 「Infinity」                                                                                                  | ライブイベント「Angel Note Live 2016」主題歌                                     |
| 8月11日                     | そして初恋が妹になる Original Soundtrack                                                   | 榊原ゆい | 「初めての恋よ 咲き誇れ！」                                                                                   | PCゲーム『そして初恋が妹になる』オープニングテーマ                               |
| 8月11日                     | そして初恋が妹になる Original Soundtrack                                                   | 榊原ゆい | 「続く空、キミとずっと。」                                                                                    | PCゲーム『そして初恋が妹になる』エンディングテーマ                               |
| 8月14日                     | Team-OZ Collection Vol.04 10th ANNIVERSARY                                                 | 榊原ゆい | 「ナインスターズ」                                                                                            |                                                                                  |
| 10月28日                    | 絢爛クラリティ                                                                             | 榊原ゆい | 「jewelry days 2016」 「Eternal Destiny 2016」                                                                |                                                                                  |
| 10月28日                    | 絢爛クラリティ                                                                             | 榊原ゆい、泉伶-センレイ-、ちっち、中恵光城                                                                                        | 「未来パレット 2016」                                                                                         |                                                                                  |
| 10月28日                    | 絢爛クラリティ                                                                             | 石田燿子（Mizuho）、ういにゃす、おっちょこバニー、榊原ゆい、Ceui、泉伶-センレイ-、ちっち、中恵光城、真優、ЯIRE-リール-            | 「Travelling August -Eternal-」                                                                               |                                                                                  |
| 2017年                      |                                                                                            | | |                                                                                  |
| 2月10日                     | 千恋*万花 オリジナルサウンドトラック                                                       | 榊原ゆい | 「愛しさと感謝の気持ち」                                                                                      | PCゲーム『千恋*万花』芳乃エンディングテーマ                                      |
| 7月28日                     | 弓張月の導き雲はるか Original Soundtrack                                                   | 榊原ゆい | 「BRiGHTNESS FALLs」                                                                                          | PCゲーム『弓張月の導き雲はるか』オープニングテーマ                               |
| 7月28日                     | 弓張月の導き雲はるか Original Soundtrack                                                   | 榊原ゆい | 「Treasure」                                                                                                  | PCゲーム『弓張月の導き雲はるか』エンディングテーマ                               |
| 8月25日                     | BLADE×BULLET 金輪のソレイユ 同梱特典オリジナルサウンドトラックCD                           | 榊原ゆい | 「ヴィグリード」                                                                                              | PCゲーム『BLADE×BULLET 金輪のソレイユ』オープニングテーマ                        |
| 8月25日                     | BLADE×BULLET 金輪のソレイユ 同梱特典オリジナルサウンドトラックCD                           | 榊原ゆい | 「或る少女の物語」                                                                                            | PCゲーム『BLADE×BULLET 金輪のソレイユ』エンディングテーマ                        |
| 2018年                      |                                                                                            | | |                                                                                  |
| 2月23日                     | 処女はお姉さまに恋してる 3つのきら星 Original Sound Track                                  | 榊原ゆい | 「星影灯」 | PCゲーム『処女はお姉さまに恋してる 3つのきら星』挿入歌                           |
| 2月23日                     | 処女はお姉さまに恋してる 3つのきら星 Original Sound Track                                  | 榊原ゆい | 「笑顔で歩き出そう」                                                                                          | PCゲーム『処女はお姉さまに恋してる 3つのきら星』エンディングテーマ               |
| 8月10日                     | AUGUST LIVE! 2018 開催記念アルバム「All time disc」                                        | 榊原ゆい | 「jewelry days -Legend of Light-」                                                                            | PCゲーム『オーガストファンBOX』テーマソング                                      |
| 8月10日                     | AUGUST LIVE! 2018 開催記念アルバム「All time disc」                                        | 榊原ゆい、Ceui | 「夢飼い日和 -2018 collabo Edition-」                                                                         | PCゲーム『大図書館の羊飼い』オープニングテーマカバー                             |
| 11月30日                    | 乙女が結ぶ月夜の煌めき SOUND TRACK                                                         | 榊原ゆい | 「Lovin' You」                                                                                                | PCゲーム『乙女が結ぶ月夜の煌めき』エンディングテーマ                             |
| 2019年                      |                                                                                            | | |                                                                                  |
| 2月22日                     | ALICE SOUND ALBUM VOL.32                                                                   | 榊原ゆい | 「Shining saver」 「Shining saver（Arrange）」                                                                | PCゲーム『Evenicle II』オープニングテーマ                                        |
| 2月27日                     | 一騎当千 Western Wolves【BD】初回生産特典4 主題歌CD「紅の光暁」                            | 榊原ゆい | 「紅の光暁」                                                                                                  | OVA『一騎当千 Western Wolves』主題歌                                             |
| 3月29日                     | 青い空のカミュ Vocal Collection                                                            | 榊原ゆい | 「完璧な世界」                                                                                                | PCゲーム『青い空のカミュ』オープニングテーマ                                     |
| 7月24日                     | 少女錬金術師 卵・バラモノガタリ                                                            | 榊原ゆい、竹林加寿子、小山由梨子                                                                                                  | 「幾何学とエロス」                                                                                            |                                                                                  |
| 7月24日                     | 少女錬金術師 卵・バラモノガタリ                                                            | 榊原ゆい、泉佳奈 | 「人間人形――空想・イン・ザ・架空――」                                                                          |                                                                                  |
| 2020年                      |                                                                                            | | |                                                                                  |
| 7月22日                     | まいてつ Last Run!! Vocal Complete Album                                                   | 榊原ゆい | 「My Wish Forever」                                                                                           | PCゲーム『まいてつ Last Run!!』凪エンディングテーマ                              |
| 2021年                      |                                                                                            | | |                                                                                  |
| 7月30日                     | 『巣作りカリンちゃん -星詠みの神託- プレミアムパッケージ』巣作りカリンちゃんソングアルバム | 榊原ゆい | 「Constellation Oracle -星座の神託-」                                                                         | PCゲーム『巣作りカリンちゃん -星詠みの神託-』挿入歌                              |
| 7月30日                     | 奇跡へのブラーヴィ                                                                         | 榊原ゆい、櫻川めぐ | 「奇跡へのブラーヴィ」                                                                                        | PCゲーム『悠久のカンパネラ』オープニングテーマ                                   |
| 2022年                      |                                                                                            | | |                                                                                  |
| 1月28日                     | 神の国の魔法使い special sound tracks                                                      | 榊原ゆい | 「神の国の魔法使い〜So Far Away〜」                                                                           | PCゲーム『神の国の魔法使い』エンディングテーマ                                   |
| 2023年                      |                                                                                            | | |                                                                                  |
| 2月15日                     | 逆境☆不惑☆フラクション/ レッツゴー・マイ・ハウス!!!                                        | 橋本みゆき、榊原ゆい、Rita with AiRI、Ayumi.、片霧烈火、川村ゆみ、佐咲紗花、Duca、中恵光城、のみこ、美郷あき、yozuca*、rino、riya | 「逆境☆不惑☆フラクション」                                                                                    | テレビアニメ『犬になったら好きな人に拾われた。』オープニングテーマ               |
| 2月15日                     | 逆境☆不惑☆フラクション/ レッツゴー・マイ・ハウス!!!                                        | 榊原ゆい with チーム猫（片霧烈火、Duca、のみこ、rino）                                                                            | 「逆境☆不惑☆フラクション 榊原ゆい with チーム猫 ver.」                                                        |                                                                                  |

### キャラクターソング
| 発売日           | 商品名                                                                            | 歌                                                                                       | 楽曲 | 備考                                                                                          |
| ？年             | ？年                                                                              | ？年                                                                                     | ？年 | ？年                                                                                          |
| ---------------- | --------------------------------------------------------------------------------- | ---------------------------------------------------------------------------------------- | --- | --------------------------------------------------------------------------------------------- |
|                  | LOVETRAX                                                                          | MARINE（榊原ゆい）                                                                       | 「蒼空のメモリーズ」                                                                                                | PCゲーム『Memories zerO -蒼い光の約束-』オープニングテーマ                                    |
| 「想いのままに」 | LOVETRAX                                                                          | MARINE（榊原ゆい）                                                                       | PCゲーム『はぁとでネットワーク』挿入歌                                                                              |                                                                                               |
| 2002年           |                                                                                   |                                                                                          | |                                                                                               |
| 10月25日         | “Hello,world.” オリジナルサウンドトラック                                         | 愛原奈都美（まりあ）                                                                     | 「真珠のうた〜奈都美のテーマ」                                                                                      | PCゲーム『"Hello, world."』関連曲                                                             |
| 2004年           |                                                                                   |                                                                                          | |                                                                                               |
| 8月14日          | ぷにぷに☆はんどメイド ORIGINAL SOUNDTRACK                                         | ぽち子（榊原ゆい）、黒姫（葉月ミカ）、ゆい（本山美奈）                                   | 「ひろなおのために作ったうた」                                                                                      | PCゲーム『ぷにぷに☆はんどメイド』エンディングテーマ                                           |
| 2005年           |                                                                                   |                                                                                          | |                                                                                               |
| 7月21日          | Gift ミニボーカルアルバム                                                         | 木之坂霧乃（榊原ゆい）                                                                   | 「絆は銀の糸」 | PCゲーム『Gift 〜ギフト〜』関連曲                                                             |
| 7月29日          | はぴねす! キャラクターソングCD Vol.1 神坂春姫 with 榊原ゆい                       | 神坂春姫（榊原ゆい）                                                                     | 「Catch Your Dreams!!」 「ZERO -神坂春姫 ver.-」 「目覚めの朝 -神坂春姫 ver.-」                                     | PCゲーム『はぴねす!』関連曲                                                                   |
| 8月26日          | PRISM ARK スペシャルサウンドパッケージ・RED                                       | プリーシア（榊原ゆい）                                                                   | 「Truth」 | ラジオドラマ『PRISM ARK』関連曲                                                               |
| 10月21日         | はぴねす! 予約特典CD                                                              | 神坂春姫（榊原ゆい）、柊杏璃（成瀬未亜）、高峰小雪（日向裕羅）、小日向すもも（安玖深音） | 「目覚めの朝」 | PCゲーム『はぴねす!』エンディングテーマ                                                       |
| 2006年           |                                                                                   |                                                                                          | |                                                                                               |
| 9月21日          | 乙女はお姉さまに恋してる キャラクターソングシリーズ PART3 貴子・君枝・緋紗子      | 梶浦緋紗子（榊原ゆい）                                                                   | 「大人へのスケッチ」                                                                                                | テレビアニメ『乙女はお姉さまに恋してる』関連曲                                                |
| 9月29日          | PRISM ARK スペシャルサウンドパッケージ・BLUE                                      | 榊原ゆい、桃井はるこ                                                                     | 「Prism Knight 〜虹色の記憶〜」                                                                                     | ラジオ番組『プリズム・ナイト』主題歌                                                          |
| 12月20日         | はぴねす! でらっくす キャラクターエンディングコレクションVol.I                    | 神坂春姫（榊原ゆい）                                                                     | 「魔法の宝石箱」 | ゲーム『はぴねす! でらっくす』関連曲                                                          |
| 2007年           |                                                                                   |                                                                                          | |                                                                                               |
| 1月25日          | はぴねす! でらっくす 初回限定版同梱特典CD                                         | 神坂春姫（榊原ゆい）、柊杏璃（成瀬未亜）、高峰小雪（日向裕羅）、小日向すもも（後藤麻衣） | 「おはよう ヒロイン全員バージョン」                                                                                 | ゲーム『はぴねす! でらっくす』関連曲                                                          |
| 8月24日          | PRISM ARK れいんぼ〜☆ドラマCD                                                     | 榊原ゆい、こやまきみこ                                                                   | 「ぷりずむっ☆」 | PCゲーム『プリズム・アーク らぶらぶマキシマム!』オープニングテーマ                            |
| 10月26日         | タイムリープ キャラクターディスク 歩＆あゆむ                                      | 長瀬歩（鳥羽すの）、あゆむ（榊原ゆい）                                                   | 「Happy Holiday」                                                                                                   | PCゲーム『タイムリープ』関連曲                                                                |
| 11月7日          | PRISM ARK PRIVATE SONG Vol.1 プリーシア                                           | プリーシア（榊原ゆい）                                                                   | 「この愛のために」                                                                                                  | テレビアニメ『PRISM ARK』関連曲                                                               |
| 2008年           |                                                                                   |                                                                                          | |                                                                                               |
| 9月26日          | PRISM ARK Vocal Collection 2                                                      | 榊原ゆい                                                                                 | 「Smile wind」 |                                                                                               |
| 9月26日          | PRISM ARK Vocal Collection 2                                                      | 榊原ゆい、SHU-Mei                                                                        | 「闘え！プリズマックス・アーク」                                                                                    | ドラマCD『PRISM ARK れいんぼ〜☆ドラマCD3』主題歌                                              |
| 2009年           |                                                                                   |                                                                                          | |                                                                                               |
| 1月28日          | CHAOS;HEAD NOAH 〜TRIGGER 3〜                                                     | 岸本あやせ（榊原ゆい）                                                                   | 「心の闇を切り裂いて」                                                                                              | ゲーム『CHAOS;HEAD NOAH』岸本あやせ編エンディング                                             |
| 3月25日          | かのこん・ないすばでぃ                                                            | 神邨白音（榊原ゆい）                                                                     | 「七夜月」 | ゲーム『かのこん えすいー』関連曲                                                             |
| 10月30日         | さくらさくら 立花くるみ・新田晶キャラクターディスク                               | 立花くるみ featuring TAKADA（榊原ゆい）                                                  | 「My First Love!!!!」                                                                                               | PCゲーム『さくらさくら』関連曲                                                                |
| 10月30日         | さくらさくら 立花くるみ・新田晶キャラクターディスク                               | 榊原ゆい                                                                                 | 「約束〜hallo-image-song〜」                                                                                        | PCゲーム『さくらさくら』関連曲                                                                |
| 2010年           |                                                                                   |                                                                                          | |                                                                                               |
| 3月26日          | プリズム☆ま〜じカル キャラクターソング 御巫伊吹                                   | 御巫伊吹（榊原ゆい）                                                                     | 「endurance regret」                                                                                                | PCゲーム『プリズム☆ま〜じカル 〜PRISM Generations!〜』関連曲                                  |
| 3月26日          | CHUA・CHURAM Vocal Collection                                                     |                                                                                          | 「」 | ゲーム『[[]]』                                                                                |
| 2011年           |                                                                                   |                                                                                          | |                                                                                               |
| 5月30日          | タイムリープぱらだいす ボーカル・サウンドコレクション コンプリートBOX             | あゆむ（榊原ゆい）                                                                       | 「Happy Leap」 「そらうた」 「Little My Star」 「君に再び逢えた奇跡」 「リトルバスターズ!」 「悠久の翼」 「鳥の詩」 | PCゲーム『タイムリープぱらだいす』関連曲                                                      |
| 2012年           |                                                                                   |                                                                                          | |                                                                                               |
| 9月28日          | 竜翼のメロディア -Diva with the blessed dragonol- 予約特典 豪華オリジナルアルバム | 佐藤しずく、榊原ゆい                                                                     | 「Eternal Melodia」                                                                                                 | PCゲーム『竜翼のメロディア -Diva with the blessed dragonol-』オープニングテーマ               |
| 9月28日          | 竜翼のメロディア -Diva with the blessed dragonol- 予約特典 豪華オリジナルアルバム | 佐藤しずく、榊原ゆい                                                                     | 「Sincerely Symphony」                                                                                              | PCゲーム『竜翼のメロディア -Diva with the blessed dragonol-』トゥルールートエンディングテーマ |
| 9月28日          | 竜翼のメロディア -Diva with the blessed dragonol- 予約特典 豪華オリジナルアルバム | 佐藤しずく、榊原ゆい                                                                     | 「Blaze on」 | PCゲーム『竜翼のメロディア -Diva with the blessed dragonol-』挿入歌                           |
| 9月28日          | 竜翼のメロディア -Diva with the blessed dragonol- 予約特典 豪華オリジナルアルバム | 榊原ゆい                                                                                 | 「Realize」 「Shiny Butterfly」                                                                                     | PCゲーム『竜翼のメロディア -Diva with the blessed dragonol-』挿入歌                           |
| 9月28日          | 竜翼のメロディア -Diva with the blessed dragonol- 予約特典 豪華オリジナルアルバム | 佐藤しずく、榊原ゆい、鮎川ひなた、雪都さお梨、桐谷華                                     | 「Rainbow Circle」                                                                                                  | PCゲーム『竜翼のメロディア -Diva with the blessed dragonol-』エンディングテーマ               |
| 2014年           |                                                                                   |                                                                                          | |                                                                                               |
| 2月28日          | PENCIL VOCAL COLLECTION 04                                                        | プリーシア（榊原ゆい）                                                                   | 「ぷりずむっ☆〜プリーシアVer.〜」                                                                                   | 『PRISM ARK』関連曲                                                                           |
| 7月21日          | share the thoughts                                                                | チューア・チュラム（榊原ゆい）                                                           | 「share the thoughts」                                                                                              | PCゲーム『きみと僕との騎士の日々』オープニングテーマ                                          |
| 2015年           |                                                                                   |                                                                                          | |                                                                                               |
| 6月4日           | STELLA GLOW 歌魔法CD サクヤVer.                                                   | サクヤ（榊原ゆい）                                                                       | 「藍桜」 | ゲーム『STELLA GLOW』関連曲                                                                   |
| 8月13日          | 妄想Compilation!                                                                  | 榊原ゆい                                                                                 | 「COCORO Link♡Sync」                                                                                                | PCゲーム『妄想コンプリート!』オープニングテーマ                                               |
| 8月13日          | 妄想Compilation!                                                                  | 神撫みあ（榊原ゆい）                                                                     | 「Sync Hro Rhythm（MIA ver.）」                                                                                     | PCゲーム『妄想コンプリート!』関連曲                                                           |
| 2017年           |                                                                                   |                                                                                          | |                                                                                               |
| 4月27日          | Song of Memories 限定版特典オリジナルサウンドトラックCD                           |                                                                                          | 「」 | ゲーム『Song of Memories』                                                                    |
| 9月13日          | Song of Memories Remember with…                                                   | 天竺桂暁（榊原ゆい）                                                                     | 「やがて訪れる季節」 「Resolve! -AKIRA-」 「彷徨いのDespair」                                                       | ゲーム『Song of Memories』関連曲                                                              |

### その他参加楽曲
| 発売日         | 商品名                                 | 歌                       | 楽曲         | 備考                                                  |
| -------------- | -------------------------------------- | ------------------------ | ------------ | ----------------------------------------------------- |
| 2016年6月21日  | DivA Effect Project 2nd                | 榊原ゆい                 | 「オレンジ」 | テレビアニメ『とらドラ!』エンディングテーマ（カバー） |
| 2019年11月25日 | THE MAKAI SECOND 魔界第二章 我絶唱せり | 高山ジュスタ（榊原ゆい） | 「」         | 舞台『魔界』関連曲                                    |

### 作詞提供
2005年
- 泉伶「Lapis Lazuli」

2010年
- 高屋すくね（たかはし智秋）／二波織歌（加藤雅美）「shining（すくねVer.）」／「shining（織歌Ver.）」

2014年
- エーコ（伊瀬茉莉也）「二人のアストロメトリー」
- シルヴィア（佐倉綾音）「“姫様”は大変なのだ！」
- レベッカ（井上麻里奈）「Scarlet Empress」
- ルッカ・サーリネン（大亀あすか）「妖精演舞」
- ジェシカ・ヴァレンタイン（花澤香菜）「愛のSilver Knight Story」
- アーニャ（下田麻美）「w.w.w?」

2016年
- ヴィルヘルム・エーレンブルグ（谷山紀章）「Der Vampir」

2018年
- Star☆Pierce[メンバー 2]「Star☆Pierce」

2019年
- 橋本みゆき「Blessing bloom」

2021年
- 榊原ゆい＆櫻川めぐ「奇跡へのブラーヴィ」

## その他

### 脚本
- 舞台「クリスマスイブのLaLa♪Lu」（2001年[45]）

### 企画
- PCゲーム『君とつながる未来地図』（企画・原案・プロデュース・キャラクターデザイン・シナリオ監修・主演・主題歌歌唱）※発売中止（2019年）

### コラム
- 榊原ゆいの一緒にオタクになりましょう!（サンケイスポーツ芸能面のコラム、隔週月曜日）
- 榊原ゆいのシブヤまっしぐら（同上）
- 声優グランプリコラム「LOVE×GRANDPRIX」
- 電撃姫コラム「でぃすいずプリズムアーク」
- 電撃姫コラム「今週の榊原ゆい」
- Exciteブログ「絵ぶろぐ～徒然なるままに書き散らします」